# Saica
Saica is een geslacht van wantsen uit de familie van de Reduviidae (Roofwantsen). Het geslacht werd voor het eerst wetenschappelijk beschreven door Charles Jean-Baptiste Amyot & Jean Guillaume Audinet-Serville in 1843.

## Soorten
Het genus bevat de volgende soorten:

- Saica apicalis Osborn & Drake, 1915
- Saica carayoni Villiers, 1943
- Saica cruentata Bergroth, 1913
- Saica elkinsi Blinn, 1994
- Saica erubescens Champion, 1898
- Saica fokkeri Montandon, 1925
- Saica fuscipes Stål, 1862
- Saica lativentris Villiers, 1943
- Saica meridionalis Fracker & Bruner, 1924
- Saica ochracea Distant, 1902
- Saica recurvata (Fabricius, 1803)
- Saica rubripes Champion, 1898
- Saica subinermis Hussey, 1953
- Saica tibialis Stål, 1862